# Грузинска губерния
Грузинска губерния (на руски: Грузинская губерния) е губерния на Руската империя, съществувала от 1801 до 1840 година в днешна Грузия. Столица е град Тифлис, днес Тбилиси.
Създадена е през 1801 година със завладяването от руснаците на дотогавашното Картли-Кахетинско царство, а през 1812 година е разширена на запад с нови територии, присъединени към Империята с Букурещкия договор. През 1840 година е включена в новосъздадената Грузино-Имеретинска губерния.